# UEFA-Pokal 1989/90
Der UEFA-Pokal 1989/90 war die 19. Auflage des von der UEFA veranstalteten Wettbewerbs und wurde in einem rein italienischen Duell von Juventus Turin im Finale gegen die AC Florenz gewonnen.
Der Wettbewerb wurde in sechs Runden jeweils mit Hin- und Rückspielen ausgetragen. Bei Torgleichstand entschied zunächst die Anzahl der Auswärts erzielten Tore, danach eine Verlängerung und erst abschließend das Elfmeterschießen.
Nach der Katastrophe von Heysel 1985 waren englische Mannschaften für eine Teilnahme am Wettbewerb gesperrt.

## Vorrunde
|            | Gesamt |               | Hinspiel | Rückspiel |
| ---------- | ------ | ------------- | -------- | --------- |
| AJ Auxerre | 3:2    | Dinamo Zagreb | 0:1      | 3:1       |

## 1. Runde
|                      | Gesamt          |                      | Hinspiel | Rückspiel   |
| -------------------- | --------------- | -------------------- | -------- | ----------- |
| FC Sochaux           | 12:00           | Jeunesse Esch        | 7:0      | 5:0         |
| Hibernian Edinburgh  | 4:0             | Videoton SC          | 1:0      | 3:0         |
| FK Witoscha Sofia    | 3:4             | Royal Antwerpen      | 0:0      | 3:4         |
| FC Valletta          | 1:7             | First Vienna FC      | (1)1:4 1 | 0:3         |
| Górnik Zabrze        | 2:5             | Juventus Turin       | 0:1      | 2:4         |
| ÍA Akranes           | 1:6             | RFC Lüttich          | 0:2      | 1:4         |
| Žalgiris Vilnius     | 2:1             | IFK Göteborg         | 2:0      | 0:1         |
| Glentoran FC         | 1:5             | Dundee United        | 1:3      | 0:2         |
| Hansa Rostock        | 2:7             | Baník Ostrava        | 2:3      | 0:4         |
| Kuusysi Lahti        | 2:3             | Paris Saint-Germain  | 0:0      | 2:3         |
| Lillestrøm SK        | 1:5             | Werder Bremen        | 1:3      | 0:2         |
| Rovaniemi PS         | 2:1             | GKS Katowice         | 1:1      | 1:0         |
| Zenit Leningrad      | 3:1             | Næstved IF           | 3:1      | 0:0         |
| Örgryte IS           | 2:7             | Hamburger SV         | 1:2      | 1:5         |
| FC Karl-Marx-Stadt   | 3:2             | Boavista Porto       | 1:0      | 2:2 n. V.   |
| VfB Stuttgart        | 3:2             | Feyenoord Rotterdam  | 2:0      | 1:2         |
| FC Aberdeen          | (a)2:2(a)       | SK Rapid Wien        | 2:1      | 0:1         |
| Dynamo Kiew          | 6:1             | MTK-VM SK Budapest   | 4:0      | 2:1         |
| FC Wettingen         | 5:0             | FC Dundalk           | 3:0      | 2:0         |
| FC Twente Enschede   | 1:4             | FC Brügge            | 0:0      | 1:4         |
| 1. FC Köln           | 5:1             | TJ Plastika Nitra    | 4:1      | 1:0         |
| FC Valencia          | 4:2             | AS Victoria Bukarest | 3:1      | 1:1         |
| Atalanta Bergamo     | 0:2             | Spartak Moskau       | 0:0      | 0:2         |
| FC Porto             | 4:1             | Flacăra Moreni       | 2:0      | 2:1         |
| Atlético Madrid      | 1:1 (1:3 i. E.) | AC Florenz           | 1:0      | 0:1 n. V. 2 |
| Iraklis Thessaloniki | 1:2             | FC Sion              | 1:0      | 0:2         |
| AJ Auxerre           | 8:0             | KS Apollonia Fier    | 5:0      | (3)3:0 3    |
| FK Rad Belgrad       | 2:3             | Olympiakos Piräus    | 2:1      | 0:2         |
| Apollon Limassol     | 1:4             | Real Saragossa       | 0:3      | 1:1         |
| FK Austria Wien      | 4:0             | Ajax Amsterdam       | 1:0      | (4)3:0 4    |
| Galatasaray Istanbul | 1:3             | Roter Stern Belgrad  | 1:1      | 0:2         |
| Sporting Lissabon    | 0:0 (3:4 i. E.) | SSC Neapel           | 0:0      | 0:0 n. V.   |

## 2. Runde
|                     | Gesamt    |                    | Hinspiel | Rückspiel |
| ------------------- | --------- | ------------------ | -------- | --------- |
| Royal Antwerpen     | 6:3       | Dundee United      | 4:0      | 2:3       |
| First Vienna FC     | (a)3:3(a) | Olympiakos Piräus  | 2:2      | 1:1       |
| Rovaniemi PS        | 0:8       | AJ Auxerre         | 0:5      | 0:3       |
| Werder Bremen       | 5:2       | FK Austria Wien    | 5:0      | 0:2       |
| Hibernian Edinburgh | 0:1       | RFC Lüttich        | 0:0      | 0:1 n. V. |
| Real Saragossa      | 1:2       | Hamburger SV       | 1:0      | 0:2 n. V. |
| Paris Saint-Germain | 1:3       | Juventus Turin     | 0:1      | 1:2       |
| Roter Stern Belgrad | 5:1       | Žalgiris Vilnius   | 4:1      | 1:0       |
| FC Brügge           | 4:6       | SK Rapid Wien      | 1:2      | 3:4       |
| AC Florenz          | (a)1:1(a) | FC Sochaux         | (5)0:0 5 | 1:1       |
| 1. FC Köln          | 3:1       | Spartak Moskau     | 3:1      | 0:0       |
| Dynamo Kiew         | 4:1       | Baník Ostrava      | 3:0      | 1:1       |
| Zenit Leningrad     | 0:6       | VfB Stuttgart      | 0:1      | 0:5       |
| FC Wettingen        | 1:2       | SSC Neapel         | (6)0:0 6 | 1:2       |
| FC Porto            | 5:4       | FC Valencia        | 3:1      | 2:3       |
| FC Sion             | 3:5       | FC Karl-Marx-Stadt | 2:1      | 1:4       |

## 3. Runde
|                     | Gesamt    |                    | Hinspiel | Rückspiel |
| ------------------- | --------- | ------------------ | -------- | --------- |
| Royal Antwerpen     | 2:1       | VfB Stuttgart      | 1:0      | 1:1       |
| Juventus Turin      | 3:1       | FC Karl-Marx-Stadt | 2:1      | 1:0       |
| SSC Neapel          | 3:8       | Werder Bremen      | 2:3      | 1:5       |
| AC Florenz          | 1:0       | Dynamo Kiew        | (7)1:0 7 | 0:0       |
| Hamburger SV        | (a)2:2(a) | FC Porto           | 1:0      | 1:2       |
| SK Rapid Wien       | 2:3       | RFC Lüttich        | 1:0      | 1:3       |
| Roter Stern Belgrad | 2:3       | 1. FC Köln         | 2:0      | 0:3       |
| Olympiakos Piräus   | (a)1:1(a) | AJ Auxerre         | 1:1      | 0:0       |

## Viertelfinale
|              | Gesamt |                 | Hinspiel | Rückspiel |
| ------------ | ------ | --------------- | -------- | --------- |
| 1. FC Köln   | 2:0    | Royal Antwerpen | 2:0      | 0:0       |
| RFC Lüttich  | 3:4    | Werder Bremen   | 1:4      | 2:0       |
| Hamburger SV | 2:3    | Juventus Turin  | 0:2      | 2:1       |
| AC Florenz   | 2:0    | AJ Auxerre      | (8)1:0 8 | 1:0       |

## Halbfinale
|                | Gesamt    |            | Hinspiel | Rückspiel |
| -------------- | --------- | ---------- | -------- | --------- |
| Werder Bremen  | (a)1:1(a) | AC Florenz | 1:1      | (9)0:0 9  |
| Juventus Turin | 3:2       | 1. FC Köln | 3:2      | 0:0       |

## Finale

### Hinspiel
| Juventus Turin                                    | Juventus Turin | AC Florenz | AC Florenz |
| ------------------------------------------------- | --- | --- | ---------- |
| Juventus Turin                                    | \| 2. Mai 1990 in Turin (Stadio Comunale) \| \| Ergebnis: 3:1 (1:1) \| \| Zuschauer: 47.519 \| \| Schiedsrichter: Emilio Soriano Aladrén ( Spanien) \|                                                                                  | \| 2. Mai 1990 in Turin (Stadio Comunale) \| \| Ergebnis: 3:1 (1:1) \| \| Zuschauer: 47.519 \| \| Schiedsrichter: Emilio Soriano Aladrén ( Spanien) \|                                                                           | AC Florenz |
| Juventus Turin                                    | Stefano Tacconi – Nicolò Napoli, Luigi De Agostini, Roberto Galia, Sergio Brio (46. Angelo Alessio) – Dario Bonetti, Sergei Aleinikow, Rui Barros, Giancarlo Marocchi – Pierluigi Casiraghi, Salvatore Schillaci Cheftrainer: Dino Zoff | Marco Landucci – Antonio Dell’Oglio, Giuseppe Volpecina, Celeste Pin, Sergio Battistini – Dunga, Marco Nappi, Luboš Kubík (87. Alberto Malusci), Roberto Baggio – Renato Buso, Alberto Di Chiara Cheftrainer: Francesco Graziani | AC Florenz |
| Juventus Turin                                    | 1:0 Roberto Galia (3.) 2:1 Pierluigi Casiraghi (59.) 3:1 Luigi De Agostini (73.) | 1:1 Renato Buso (10.) | AC Florenz |
| 2. Mai 1990 in Turin (Stadio Comunale)            | | |            |
| Ergebnis: 3:1 (1:1)                               | | |            |
| Zuschauer: 47.519                                 | | |            |
| Schiedsrichter: Emilio Soriano Aladrén ( Spanien) | | |            |

### Rückspiel
| AC Florenz                                                  | AC Florenz | Juventus Turin | Juventus Turin |
| ----------------------------------------------------------- | --- | --- | -------------- |
| AC Florenz                                                  | \| 16. Mai 1990 in Avellino (Stadio Partenio-Adriano Lombardi) \| \| Ergebnis: 0:0 \| \| Zuschauer: 30.999 \| \| Schiedsrichter: Aron Schmidhuber ( BR Deutschland) \|                                                           | \| 16. Mai 1990 in Avellino (Stadio Partenio-Adriano Lombardi) \| \| Ergebnis: 0:0 \| \| Zuschauer: 30.999 \| \| Schiedsrichter: Aron Schmidhuber ( BR Deutschland) \|                                                                                                  | Juventus Turin |
| AC Florenz                                                  | Marco Landucci – Antonio Dell’Oglio, Giuseppe Volpecina, Celeste Pin, Sergio Battistini – Dunga, Marco Nappi (71. Mauro Zironelli), Luboš Kubík, Roberto Baggio – Renato Buso, Alberto Di Chiara Cheftrainer: Francesco Graziani | Stefano Tacconi – Nicolò Napoli, Luigi De Agostini, Roberto Galia, Pasquale Bruno – Angelo Alessio, Sergei Aleinikow, Rui Barros (72. Salvatore Avallone), Giancarlo Marocchi – Pierluigi Casiraghi (79. Massimiliano Rosa), Salvatore Schillaci Cheftrainer: Dino Zoff | Juventus Turin |
| AC Florenz                                                  | Antonio Dell’Oglio, Marco Nappi, Renato Buso, Alberto Di Chiara | Pierluigi Casiraghi, Pasquale Bruno, Sergei Aleinikow | Juventus Turin |
| 16. Mai 1990 in Avellino (Stadio Partenio-Adriano Lombardi) | | |                |
| Ergebnis: 0:0                                               | | |                |
| Zuschauer: 30.999                                           | | |                |
| Schiedsrichter: Aron Schmidhuber ( BR Deutschland)          | | |                |

## Beste Torschützen
| Rang | Spieler             | Klub            | Tore |
| ---- | ------------------- | --------------- | ---- |
| 1    | Falko Götz          | 1. FC Köln      | 6    |
|      | Karl-Heinz Riedle   | Werder Bremen   | 6    |
| 3    | Enzo Scifo          | AJ Auxerre      | 5    |
| 4    | Nico Claesen        | Royal Antwerpen | 4    |
|      | Luc Ernès           | RFC Lüttich     | 4    |
|      | Emilio Fenoll       | FC Valencia     | 4    |
|      | Wynton Rufer        | Werder Bremen   | 4    |
|      | Salvatore Schillaci | Juventus Turin  | 4    |

## Eingesetzte Spieler Juventus Turin
| Juventus Turin | |
| Juventus Turin | - Tor: Stefano Tacconi (12/-) - Abwehr: Luigi De Agostini (12/2); Dario Bonetti (9/-); Pasquale Bruno (9/-); Sergio Brio (7/-); Nicolò Napoli (7/-); Roberto Tricella (2/-); Massimiliano Rosa (1/-) - Mittelfeld: Rui Barros (12/2); Sergei Aleinikow (12/-); Roberto Galia (11/3); Giancarlo Marocchi (11/2); Oleksandr Sawarow (7/1); Daniele Fortunato (6/1); Angelo Alessio (6/-); Salvatore Avallone (2/-); Michele Serena (1/-) - Sturm: Salvatore Schillaci (12/4); Pierluigi Casiraghi (11/3) - Trainer: Dino Zoff |